# Rio Negro (Amazonas)
Rio Negro is een van de dertien microregio's van de Braziliaanse deelstaat Amazonas. Zij ligt in de mesoregio Norte Amazonense en grenst aan Colombia in het westen en noordwesten, Venezuela in het noorden, de deelstaat Roraima in het noordoosten, de mesoregio Centro Amazonense in het oosten en zuidoosten en de microregio Japurá in het zuiden en zuidwesten. De microregio heeft een oppervlakte van ca. 332.278 km². Midden 2004 werd het inwoneraantal geschat op 79.439.
Vier gemeenten behoren tot deze microregio:
- Barcelos
- Novo Airão
- Santa Isabel do Rio Negro
- São Gabriel da Cachoeira

Mesoregio's: Centro Amazonense · Norte Amazonense · Sudoeste Amazonense · Sul Amazonense

Microregio's: Alto Solimões · Boca do Acre · Coari · Itacoatiara · Japurá · Juruá · Madeira · Manaus · Parintins · Purus · Rio Negro · Rio Preto da Eva · Tefé